# Gare de Fremont
La  gare de Fremont est une gare ferroviaire des États-Unis située à Fremont en Californie ; elle est desservie par Amtrak et ACE. C'est une gare avec personnel.

## Histoire
Elle est mise en service en 1910.

## Service des voyageurs

### Desserte
- Ligne d'Amtrak[1] :
  - Le Capitol Corridor: San Jose - Auburn
- Altamont Commuter Express (ACE)